# Rodament

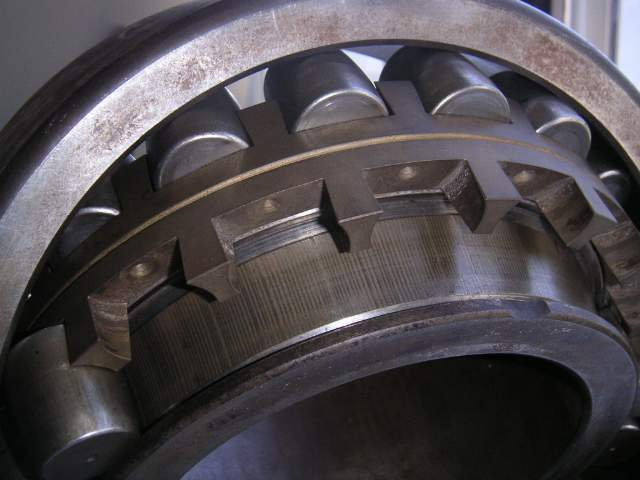
Rodament de corrons a ròtula

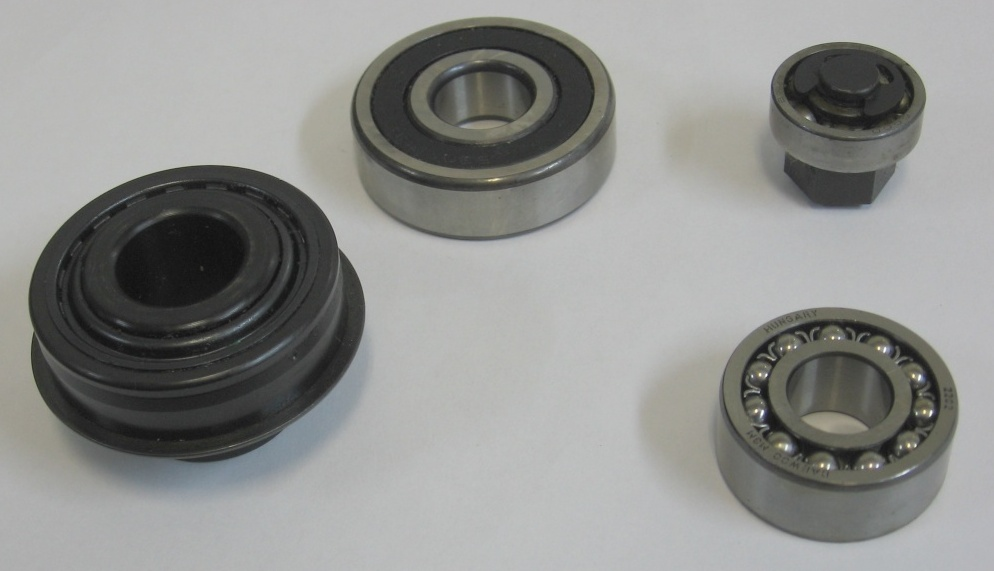
Uns quants tipus de rodaments

Un rodament o coixinet de rodolament és un tipus de coixinets que redueix la fricció entre un eix i les peces connectades a aquest (gràcies a un conjunt de rodets, boles o agulles que rodolen entre dos anells) i que li serveix de suport i en facilita el desplaçament. D'acord amb el tipus de contacte que hi hagi entre les peces, el rodament pot ser lliscant o lineal i rotatiu. L'element rotatiu que pot emprar en la fabricació del rodament, poden ser: boles, rodets o agulles.
Els rodaments de moviment rotatiu, segons el sentit de l'esforç que suporta, n'hi ha axials, radials i axials-radials.
Un rodament radial és el que suporta esforços radials, que són esforços de direcció normal a l'adreça que passa pel centre del seu eix, com ara una roda, és axial si suporta esforços en la direcció del seu eix, exemple en polleguera, i axial-radial si els pot suportar en els dos, de manera alternativa o combinada.
La fabricació dels coixinets de boles és la que ocupa en tecnologia un lloc molt especial, atesos els procediments per aconseguir l'esfericitat perfecta de la bola. Els grans fabricants d'aquest tipus de coixinets fan servir el buit amb aquesta finalitat. El material és sotmès a un tractament abrasiu en cambres de buit absolut. El producte final no és gairebé perfecte, també és atribuïda la gravetat com a efecte advers. Els suecs, fabricants d'acer per parts d'alta fricció en màquines, han aconseguit portar a l'espai exterior la tècnica per al tractament final de les boles, evitant l'efecte gravetat, per tal d'aconseguir l'esfericitat desitjada. Els coixinets o rulemanes són anomenats rodatges en alguns països de parla hispana.

## Història
El rodament té el seu nom i el seu origen dels cossos rodolants, tals com el corró de fusta que utilitzaven els Egipcis en l'època dels faraons. Aquest procediment va permetre: 
- augmentar la velocitat de desplaçament
- resoldre el problema de fricció
- disminuir el costat pesat de les tasques

En el segle xv, Leonardo da Vinci va descobrir el principi del rodament. Aquest últim es va adonar que la fricció seria menys important si les boles no es toquessin. Llavors, va desenvolupar separadors que permetien a les boles evolucionar lliurement. Es va inventar altra vegada aquest mecanisme durant el segle xviii quan es va patentar, a Anglaterra, un eix per a cotxes de cavalls equipats amb una corona de boles en rotació en goles de secció semi-circular realitzades en l'eix. En el segle xix, s'assisteix al naixement d'una multitud d'aplicacions i de perfeccionaments dels rodaments, gràcies als progressos realitzats en la mateixa època en el sector de la metal·lúrgia i de la tècnica. El croquis de Leonardo da Vinci Les ciències mecàniques són les més nobles i útils entre totes, perquè gràcies a elles tots els cossos animats executen l'operació per a la qual es van dissenyar.

## Tipus de rodaments
Cada classe de rodaments mostra propietats característiques, que depenen del seu disseny i que ho fa més o menys apropiat per a una aplicació donada. Per exemple, els rodaments rígids de boles poden suportar càrregues radials moderades així com càrregues axials petites. Tenen baixa fricció i poden ser produïts amb gran precisió. Per tant, són preferits per a motors elèctrics de mitjà i petita grandària. Els rodaments de corrons esfèrics poden suportar càrregues radials molt pesades i són oscil·lants, el que els permet assumir flexions de l'eix, i petites desalineacions entre dos rodaments, que suporten un mateix eix. Aquestes propietats els fan molt populars per a aplicacions per exemple en enginyeria pesant, on les càrregues són fortes, així com les deformacions produïdes per les càrregues, en màquines grans és també habitual certa desalineació entre suports dels rodaments.

### Rodaments rígids de boles

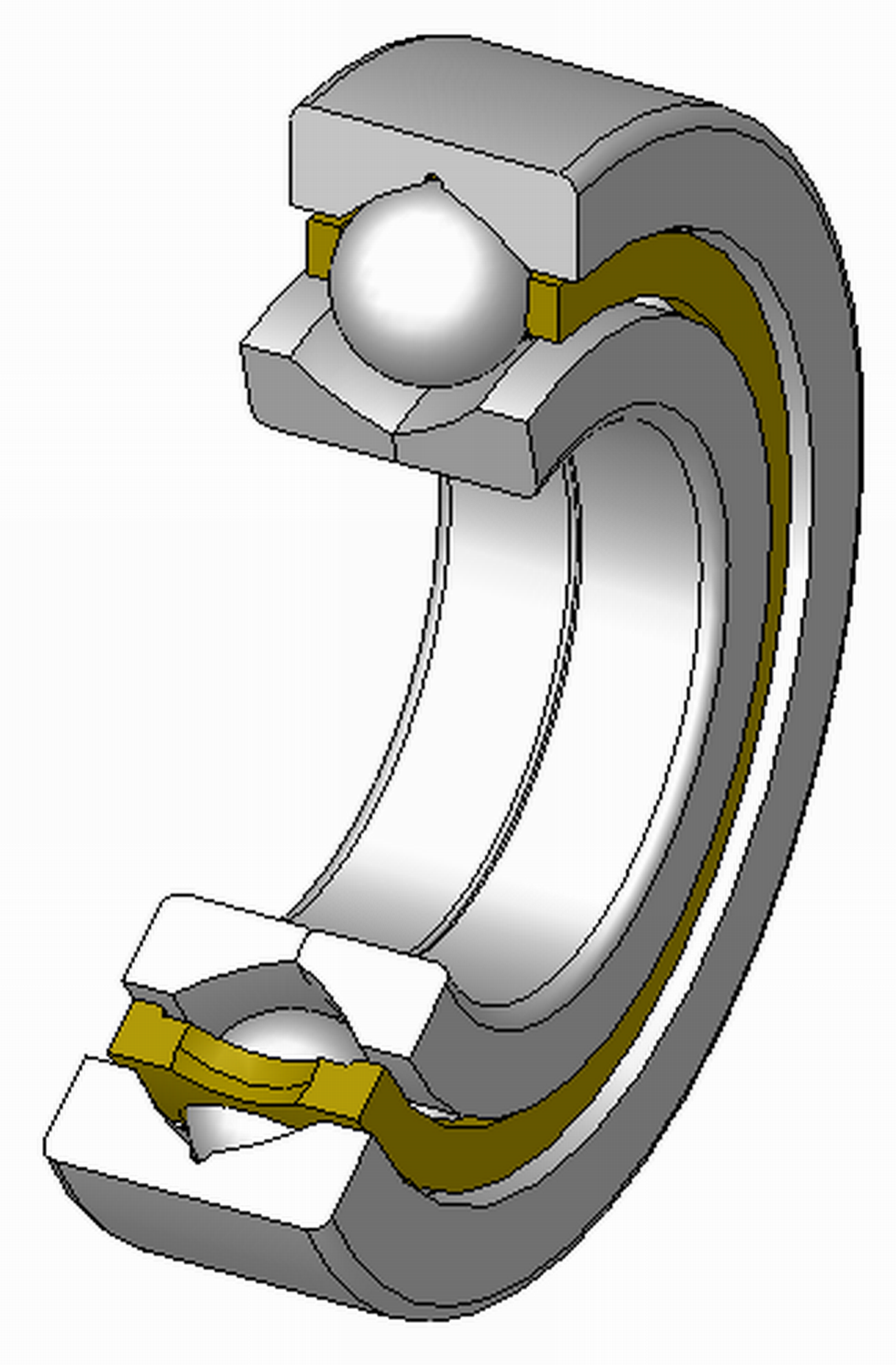
Rodament rígid a boles

Són usats en una gran varietat d'aplicacions. Són fàcils de dissenyar, no separables, capaces d'operar en altes i fins i tot molt altes velocitats i requereixen poca atenció o manteniment en servei. Aquestes característiques, unides al seu avantatge de preu, fan a aquests rodaments els més populars de tots els rodaments.

### Rodaments d'una filera de boles amb contacte angular
El rodament d'una filera de boles amb contacte angular té disposats els seus camins de rodolament de manera que la pressió exercida per les boles és aplicada obliquament pel que fa a l'eix. Com a conseqüència d'aquesta disposició, el rodament és especialment apropiat per a suportar no solament càrregues radials, sinó també grans càrregues axials, havent de muntar-se el mateix en contraposició amb altre rodament que pugui rebre càrrega axial en sentit contrari. Aquest rodament no és desmuntable.

### Rodaments d'agulles
Són rodaments amb corrons cilíndrics molt prims i llargs en relació amb el seu menor diàmetre. A pesar de la seva petita secció, aquests rodaments tenen una gran capacitat de càrrega i són eminentment apropiats per a les aplicacions on l'espai radial és limitat.

### Rodaments de corrons cònics

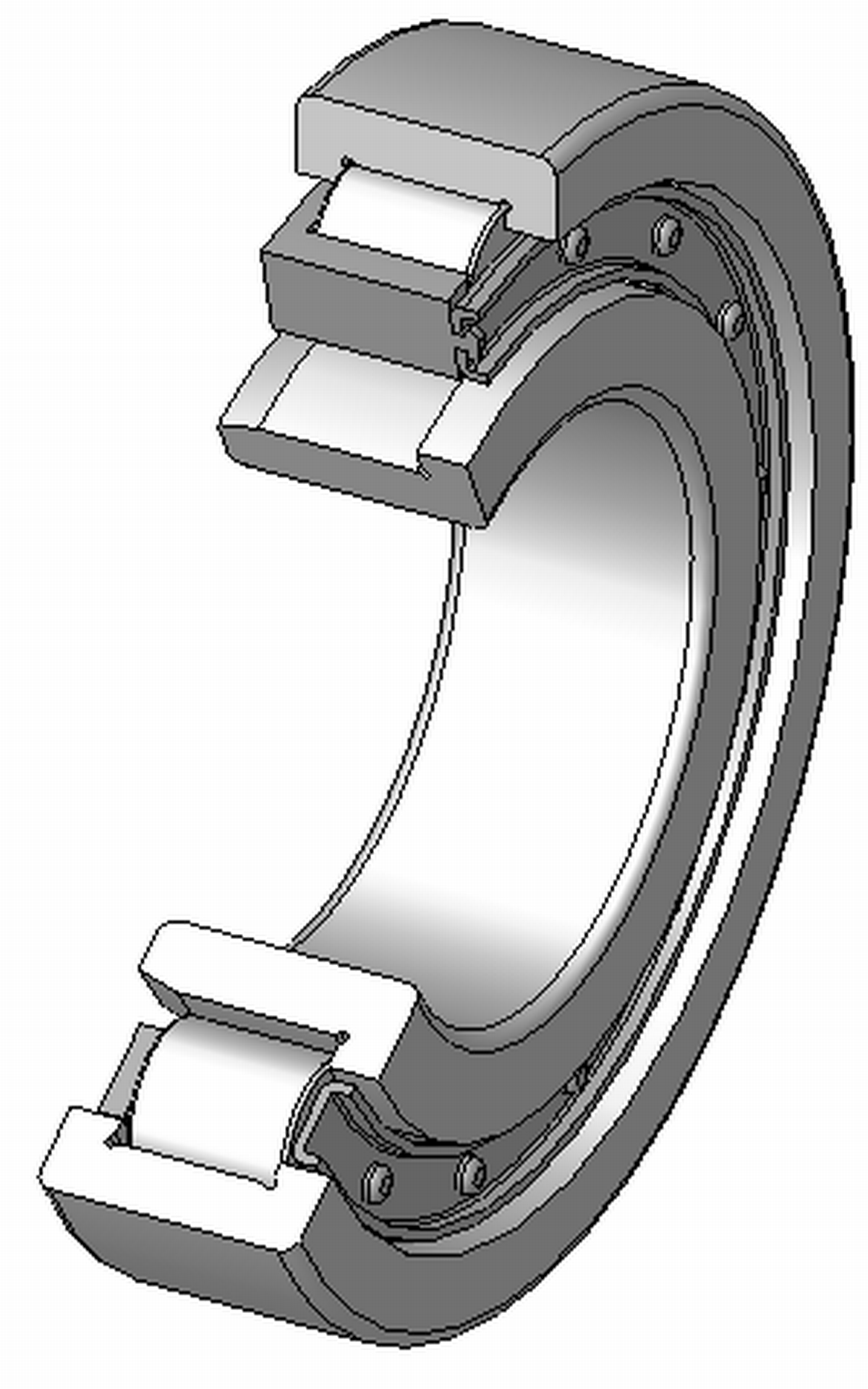
Un rodament de corrons cònics

El rodament de corrons cònics, a causa de la posició obliqua dels corrons i camins de rodolament, és especialment adequat per a resistir càrregues radials i axials simultànies. Per a casos que la càrrega axial és molt important hi ha una sèrie de rodaments l'angle de la qual és molt obert. Aquest rodament ha de muntar-se en oposició amb altre rodament capaç de suportar els esforços axials en sentit contrari. El rodament és desmuntable; el cercle interior amb els seus corrons i el cercle exterior es munten cadascun separadament.

### Rodaments de corrons cilíndrics d'empenta
Són apropiats per a aplicacions que han de suportar pesades càrregues axials. A més, són insensibles als xocs, són forts i requereixen poc espai axial. Són rodaments d'una sola adreça i solament poden acceptar càrregues axials en una adreça. El seu ús principal és en aplicacions on la capacitat de càrrega dels rodaments de boles d'empenta és inadequada.

### Rodaments axials de corrons a ròtula
El rodament axial de corrons a ròtula té una filera de corrons situats obliquament, els quals, guiats per una pestanya del cercle fix a l'eix, giren sobre la superfície esfèrica del cercle recolzat en el suport. En conseqüència, el rodament posseïx una gran capacitat de càrrega i és d'alineació automàtica. A causa de l'especial execució de la superfície de suport dels corrons en la pestanya de guia, els corrons giren separats de la pestanya per una fina capa d'oli. El rodament pot, pel mateix, girar a una gran velocitat, àdhuc suportant elevada càrrega. Contràriament als altres rodaments axials, aquest pot resistir també càrregues radials.

### Rodaments de boles a ròtula

Rodaments de boles a ròtula

Els rodaments de boles a ròtula tenen dues fileres de boles que donen suport sobre un camí de rodolament esfèric en el cercle exterior, permetent desalineacions angulars de l'eix respecte al suport. Són utilitzats en aplicacions on poden produir-se desalineacions considerables, per exemple, per efecte de les dilatacions, de flexions en l'eix o per la manera de construcció. D'aquesta forma, alliberen dos graus de llibertat corresponents al gir del cercle interior respecte als dos eixos geomètrics perpendiculars a l'eix del cercle exterior. Aquest tipus de rodaments tenen menor fricció que altres tipus de rodaments, pel que s'escalfen menys en les mateixes condicions de càrrega i velocitat, sent aptes per a majors velocitats.

### Rodaments de corrons cilíndrics
Un rodament de corrons cilíndrics normalment té una filera de corrons. Aquests corrons són guiats per pestanyes d'un dels cercles, mentre que l'altre cercle pot tenir pestanyes o no.
Segons sigui la disposició de les pestanyes, hi ha diversos tipus de rodaments de corrons cilíndrics: 
- Tipus NU: amb dues pestanyes en el cercle exterior i sense pestanyes en el cercle interior. Només admeten càrregues radials, són desmuntables i permeten desplaçaments axials relatius de l'allotjament i eix en ambdós sentits.
- Tipus N: amb dues pestanyes en el cercle interior i sense pestanyes en el cercle exterior. Les seves característiques similars a l'anterior tipus.
- Tipus NJ: amb dues pestanyes en el cercle exterior i una pestanya en el cercle interior. Pot utilitzar-se per a la fixació axial de l'eix en un sentit.
- Tipus NUP: amb dues pestanyes integrals en el cercle exterior i amb una pestanya integral i dues pestanyes en el cercle interior. Una de les pestanyes del cercle interior no és integral, és a dir, és similar a una volandera per a permetre el muntatge i el desmuntatge. S'utilitzen per a fixar axialment un eix en ambdós sentits. Els rodaments de corrons són més rígids que els de boles i s'utilitzen per a càrregues pesades i eixos de gran diàmetre.

### Rodaments de corrons a ròtula
El rodament de corrons a ròtula té dues fileres de corrons amb camí esfèric comú en el cercle exterior sent, per tant, d'alineació automàtica. El nombre i grandària dels seus corrons li donen una capacitat de càrrega molt gran. La majoria de les sèries pot suportar no solament fortes càrregues radials sinó també càrregues axials considerables en ambdues adreces. Poden ser reemplaçats per coixinets de la mateixa designació que es donarà per mitjà de lletres i nombres segons correspongui a la normalització determinada.

### Rodaments axials de boles de simple efecte
El rodament axial de boles de simple efecte consta d'una filera de boles entre dos cercles, un dels quals, el cercle fix a l'eix, és de seient pla, mentre que l'altre, el cercle recolzat en el suport, pot tenir seient pla o esfèric. En aquest últim cas, el rodament es recolza en una contraplaca. Els rodaments amb seient pla haurien de, sens dubte, preferir-se per a la majoria de les aplicacions, però els de seient esfèric són molt útils en certs casos, per a compensar petites inexactituds de fabricació dels suports. El rodament està destinat a resistir solament càrrega axial en una direcció.

### Rodaments d'agulla d'empenta
Poden suportar pesades càrregues axials, són insensibles a les càrregues de xoc i proveïxen aplicacions de rodaments dures requerint un mínim d'espai axial.